# 48492 Utewielen
48492 Utewielen este un asteroid din centura principală de asteroizi.

## Descriere
48492 Utewielen este un asteroid din centura principală de asteroizi. A fost descoperit pe 24 septembrie 1992 la Tautenburg de Lutz Dieter Schmadel și Freimut Börngen. Asteroidul prezintă o orbită caracterizată de o semiaxă mare de 2,94 ua, o excentricitate de 0,03 și o înclinație de 1,7° în raport cu ecliptica.